# Актушево
Аќтушево (рос. Актушево, марій. Актусола) — присілок у складі Гірськомарійського району Марій Ел, Росія. Входить до складу Пайгусовського сільського поселення.

## Населення
Населення — 112 осіб (2010; 119 у 2002).
Національний склад (станом на 2002 рік):
- гірські марійці — 98 %